# Muckendorf-Wipfing
Muckendorf-Wipfing – gmina w Austrii, w kraju związkowym Dolna Austria, w powiecie Tulln. Według danych Austriackiego Urzędu Statystycznego liczyła 1 372 mieszkańców (1 stycznia 2014).